# Персийско каменарче
Персийско каменарче (Oenanthe chrysopygia) е вид птица от семейство Muscicapidae.

## Разпространение и местообитание
Разпространен е в Азербайджан, Армения, Афганистан, Бахрейн, Йемен, Индия, Ирак, Иран, Катар, Кувейт, Обединените арабски емирства, Оман, Пакистан, Саудитска Арабия, Таджикистан, Туркменистан, Турция и Узбекистан.